# 피니와 퍼브 퍼니쇼
《피니와 퍼브 퍼니쇼》는 디즈니 채널의 토크쇼이다. 피니어스와 퍼브가 매 회마다 다른 게스트 스타를 인터뷰하는 방식이다. 총 20회까지 방송될 예정이다.
원작은 미국에서 방영된 《테이크 투 위드 피니어스 앤드 퍼브》(Take Two with Phineas and Ferb)이다.

## 등장인물
- 피니어스 플린 - 남도형
- 퍼브 플레쳐 - 안용욱
- 캔디스 플린 - 김현지, 박지윤
- 오리너구리 페리 - 디 브래들리 베이커

## 우리말 제작
- 보컬녹음 : 애드원
- 믹싱녹음 : 애드원
- 음악감독 :
- 연출 :
- 제작총괄 :
- 한국어 제작 : Disney Character Voices International, Inc.
- 기획 : 텔레비전미디어코리아